# 赤坂小梅
赤坂 小梅（あかさか こうめ、1906年4月20日 - 1992年1月17日）は、昭和時代に活躍した日本の芸者歌手。本名は向山 コウメ。

## 経歴
福岡県田川郡川崎町で、九人兄姉の末娘に生まれた。生後10日目に母を失い、長姉によって育てられる。
幼少時から芸事が大好きで花街の歌声や三味線の音色を聞きながら育ったという。1920年、16歳のときに自分の意思で置屋の「稲本」で芸者修行に入り、「梅若」の名で芸者となる。「稲本」が小倉市に移転した後は「旭検」に所属した。唄の技量に優れ「小倉に梅若あり」と言われるほどであった。この時代、自分から芸者になることは大変珍しく、周囲の人間は猛反対したが、どうしても芸者になりたかったという。芸者時代には、明け方に座敷がはねた後で朝、船に乗って朝鮮に遊びに行ったなどという逸話も残っている。
1929年、福岡を訪れた中山晋平と藤井清水が料亭で彼女の歌を聞き、藤井の推薦で日本ビクター蓄音器株式会社で録音を行う。「小倉旭券梅若」の名で、藤井作曲の新民謡を16曲残した。
1931年に上京し、後援者清水行之助の紹介で赤坂の料亭「若林」に移り「赤坂小梅」と改名。お披露目をして鶯芸者として活躍した。赤坂小梅名義で「別府待っちょる節」「豊後風景」などの新民謡を8曲吹き込んだ。1933年3月にコロムビアに専属入社。同年5月に古賀政男が作曲した「ほんとにそうなら」でデビューすると大ヒットした。
1933年頃、小唄勝太郎と市丸は大変な人気で「市勝時代」などと言われたが、小梅も人気を呼び、先の二人と合わせて「鶯芸者の三羽烏」などと言われた。小梅は声量が大変豊かで音域も広く、特に太い低音が大変美しく豪快な歌いっぷりは繊細な小唄勝太郎とは対照的だった。
1934年にも江口夜詩作曲の「そんなお方があったなら」がヒットし歌手としての不動の地位を築いた。「晴れて逢う夜は」「ゆるしてネ」等もヒット。また、この頃には「登別温泉小唄」「加賀小唄」など新民謡も多く吹き込んでおり、現地では盛んに唄い踊られていた。1936年、長唄三味線の演奏家杵屋勝松と結婚、長男を出産したが、夫とは1938年に死別している。
この時期になると、戦時歌謡や民謡を多く吹き込むようになった。全国人気の歌手の中で、「炭坑節」を最初にレコードに吹き込んだのが赤坂小梅である（地元芸者の前例はある）。小梅が戦前に吹き込んだ炭坑節は現在全国的に知られている節回しではなく、筑豊地方の花柳界で唄われていた節回し「座敷唄」であった。1948年には和洋折衷伴奏で再吹込みしたが、これは各社競作となった。小梅、音丸（キング）、美ち奴（テイチク）、日本橋きみ榮（ポリドール）の競作であったが、この中で小梅だけが「座敷唄」の節で唄っており、残る3名は皆、現在盆踊り等で親しまれている節で唄っている。結果的に美ち奴やきみ榮に水をあけられてしまったが、後に小梅も盆踊り向きの節で再度ステレオ録音にて吹き込んでおり、その音源は盆踊りで盛んに用いられた。
1942年には出身地福岡県の民謡「黒田節（筑前今様）」を初めてレコード化した。当初は「黒田武士」と表記していた。「皇御国のもののふは…」の文句が戦意高揚につながるとして、戦争が激化してもこの歌は盛んにもてはやされ、小梅自身もたびたびステージや放送で歌った。戦後は「黒田武士」をもじって「黒田節」の名で再吹込み、その後も数度吹き込み直し、その度にレコードがヒットした。「小梅の黒田節か、黒田節の小梅か」とまで呼ばれ彼女の生涯の代表曲となった。小梅自身もこの歌に思い入れがあり、自作の歌詞を2番で唄った「祝い唄 黒田節」は民踊の定番として親しまれた。
1950年には「おてもやん（熊本甚句）」がヒットし、「黒田節」や「炭坑節」と並ぶ代表曲となった。1950年の吹き込みは2回目であり、1回目の吹き込みは1935年である。しかし、当時はあまり話題にならなかった。その後、ステージ等で「おてもやん」を披露すると大変に受けがよいので、満を持して1950年になって伴奏等をアレンジし直して、吹き込まれたものである。当時の聴衆は、ふくよかで愛嬌のある小梅の姿を「おてもやん」に重ねてイメージしたので、「おてもやんといえば小梅」というのが一般的であった。しかし小梅の「おてもやん」は、方言や三味線の節が地元熊本のものとはやや異なっていたので、地元から非難の声も出た。
小梅の民謡は現地に赴き土地の古老、研究者に手とり足とり口移しで教わったものを基調にしているが、それを小梅流にアレンジして歌い直したものが多い。これにより、民謡をより大衆にわかりやすく、また親しみやすいものにすることに成功し、メディアにうまく乗せることができたわけであるが、その分地元のものとは節回しや方言の使用などで少し差が生じることになり、そのことで批判の声があがる場合もあったのである。小梅の場合は特に「おてもやん」で非難されたが、これは小梅に限ったことではない。喜代三は「鹿児島小原良節」、市丸は「伊那節」、勝太郎は「おけさ踊り」「会津磐梯山」で、それぞれ地元から非難されたことがあった。
地元から非難されることもあったが小梅の人気は戦後になっても高水準を保ち、全国各地の民謡の吹き込みを続けた。「田原坂」「男なら」「きんきらきん」「鶴崎踊り（猿丸太夫）」「よへほ（山鹿温泉小唄）」「稗搗き節」「鹿児島浜節」「ぶらぶら節」「ソーラン節」などである。「ぶらぶら節」は長崎丸山の芸者・愛八から直接習ったもので、全国人気の歌手としては小梅が初めて吹き込んだものである。また「稗搗き節」は、椎葉村で唄われた元唄に比較的近い唄い方のレコードと、花柳界で唄われた唄い方のレコードと、両方を残している。
1956年には久留米で唄われていた機織り唄をアレンジした「そろばん踊り」を吹き込み、ヒットしている。これは、小梅が元唄を知っており吹き込みを希望したのだが、歌詞が適当でなかったために、新作の歌詞を乗せ、さらに久留米言葉のセリフを挿んだものである。元唄の方も「チャンリキ節」などと呼んでそれなりに知られており、美ち奴がレコード化したこともあった。しかし小梅の「そろばん踊り」が人気を呼んでからは「チャンリキ節」は忘れられてしまっている。民謡の吹き込みは、SP盤の時代からEP・LPの時代に変わっても相変わらず続けていた。
戦後、流行歌の吹き込みは少なくなったが、相変わらず民謡を次々に吹き込み、人気は衰えるどころか民謡愛好家の間でもその名声は高まるばかりであった。NHK紅白歌合戦には、1951年から1956年の間に合計4回出場している。岸信介、佐藤栄作などの著名人のお座敷も多数つとめた。
昭和40年代におこったナツメロブームによって東京12チャンネルの「なつかしの歌声」などにもたびたび出演してその美しい喉を披露した。また、コロムビアでも「黒田節」「おてもやん」など往年吹き込んだ民謡をステレオ録音で吹き込み直すなど、民謡、舞踊小唄、端唄などを本格的に研鑽、レコーディングした。おおらかな小梅は、激しいライバル関係のために一切共演しなかった市丸と小唄勝太郎の仲をとりなすこともあった。
彼女の最大の功績は民謡をラジオ、テレビなどのメディアに紹介し、大衆音楽の中に「民謡」というジャンルを確立したことである。その功績が認められ、1973年文化庁芸術祭賞優秀賞受賞、1974年に紫綬褒章、1980年に勲四等宝冠章を受章した。
1980年4月27日に東京三宅坂の国立小劇場で開催された「感謝引退記念公演」を最後に、60年に及ぶ芸能生活60年に幕を下ろした。引退後は千葉県館山市布良の安房自然村に移り、「小梅民謡教室」を開いた。
1992年1月17日午後7時24分、心不全のため千葉県鴨川市の病院で亡くなった。享年85。戒名は「芸鏡院梅月麗峰大姉」。葬儀は千葉県館山市の能忍寺にて執り行われた。
彼女の生誕100年を記念し、2007年春には出身地（福岡県川崎町）で制作されたドキュメンタリー映画『小梅姐さん』 （監督：山本眸古）が制作された。

## 代表曲（歌謡曲）
- 「航海ランプ」
- 「ほんとにそうなら」1933年
- 「沈丁花」1933年
- 「月は宵から」1933年
- 「そんなお方があったなら」1934年
- 「晴れて逢う夜は」1934年
- 「ゆるしてネ」1935年
- 「松花江千里」1936年
- 「浅間の煙」1937年

## 代表曲（民謡・新民謡）
- 「おてもやん（熊本甚句）」1935年
- 「黒田節（黒田武士）」1942年ほか
- 「炭坑節」1950年ほか
- 「そろばん踊り」1956年
- 「博多節（どっこいしょ）」
- 「正調博多節」
- 「稗搗節」
- 「こつこつ節」
- 「ぶらぶら節」
- 「よへほ（山鹿温泉小唄）」
- 「きんきらきん」
- 「男なら」
- 「小諸馬子唄」
- 「小倉節」
- 「加賀小唄」
- 「登別温泉小唄」
- 「関音頭」
- 「九州小唄」
- 「しばてん音頭」

## NHK紅白歌合戦出場歴
| 年度/放送回              | 曲目       | 対戦相手 |
| ------------------------ | ---------- | -------- |
| 1951年（昭和26年）/第1回 | 三池炭坑節 | 鈴木正夫 |
| 1953年（昭和28年）/第4回 | おてもやん | 鈴木正夫 |
| 1955年（昭和30年）/第6回 | おてもやん | 鈴木正夫 |
| 1956年（昭和31年）/第7回 | 三池炭坑節 | 鈴木正夫 |

このうち、第6回・第7回はラジオ中継の音声が現存する。